# Wilson Morelo
Wilson David Morelo López (Montería, 21 de maio de 1987) é um futebolista colombiano que joga como atacante centro e a sua equipa atual é Rionegro Águilas da Colombia.

## Carreira
Wilson Morelo Iniciou sua carreira desportiva em 2003 na equipa Baixa Cauca Futebol Clube, hoje em dia chamado Águilas Doradas da cidade de Rionegro, onde esteve três anos antes de rumar ao Envigado F.C. da cidade de Medellín. Este foi seu lançamento para o futebol de alto nível, antes de passar a representar o Millonarios F.C. em 2007. A aventura neste clube não correu da melhor forma a Morelo, que jogou poucos minutos sem conseguir apontar golos[carece de fontes?]
Seguiu-se o América de Cali, que o contratou aos 22 anos. Morelo fez parte da equipa campeã de 2009, somando boas exibições. Apesar da segunda metade da época ter sido negativa para o clube, Wilson Morelo conseguiu apontar cinco golos. Anos mais tarde, em 2011, o atleta marcou três golos e três assistências nessa época que confirmou a descida do América de Cali.[carece de fontes?]
Sem dinheiro para pagar a Morelo, o emblema de Cali não o foi capaz de segurar, com o jogador a rumar ao Atlético Huila em 2011/2012.[carece de fontes?] O clube tinha sido recentemente vice-campeão e a expectativa era grande. A temporada não correu bem ao Huila e ao jogador, que só marcou um golo em sete jogos.[carece de fontes?] Na carreira de Morelo seguiu-se o Deportes Tolima, em que novamente não conseguiu conquistar a titularidade e espaço na equipa.[carece de fontes?] Na segunda metade de 2012 passou para o La Equidad,[carece de fontes?] onde foi uma figura de destaque na equipa que chegou à fase dos quadrangulares finais.
Com 26 anos, na temporada de 2013/2014, Wilson Morelo teve a sua primeira aventura internacional ao ir para o Monterrey do México. Não teve sucesso, jogando poucos minutos que ainda lhe permitiram apontar cinco golos.[carece de fontes?] Permaneceu em terras mexicanas apenas durante uma temporada, regressando à Colômbia para o Torneo Finalización de 2014 com o Independiente Santa Fé, que se sagrou campeão. Wilson Morelo marcou 10 tentos e foi melhor o goleador da equipa.
No ano de 2015, Wilson Morelo disputou a Copa Libertadores com o Independiente Santa Fé, e conseguiu um hattrick a 26 de Fevereiro contra o Colo-Colo, num jogo que terminou 3-1 a favor da equipa de Santa Fé. O clube chegou aos quartos de final da Copa Libertadores de 2015. A 20 de Agosto marcou novo hattrick, quando o Independiente de Santa Fé ganhou por 3-0 ao LDU Loja para a Copa Sudamericana 2015. O resultado permitiu aos colombianos chegarem à segunda fase do torneio. No Santa Fé, as coisas têm corrido bem a Morelo, que em menos de um ano marcou 30 golos.
Se destacou em 2018 quando foi o vice-artilheiro da Libertadores atrás apenas do também colombiano Miguel Borja do Palmeiras.[carece de fontes?]
Em janeiro de 2019 foi contratado pelo Colón da Argentina.[carece de fontes?]

## Clubes
Referência:[carece de fontes?]
| Clube                        | País     | Ano            |
| ---------------------------- | -------- | -------------- |
| Águilas Doradas              | Colômbia | 2003 - 2006    |
| Envigado Fútbol Club         | Colômbia | 2006 - 2007    |
| Millonarios Fútbol Club      | Colômbia | 2007 - 2008    |
| América de Cali              | Colômbia | 2009 - 2010    |
| Atlético Huila               | Colômbia | 2010 - 2011    |
| Deportes Tolima              | Colômbia | 2011 - 2012    |
| Club Deportivo La Equidad    | Colômbia | 2012 - 2013    |
| Club de Fútbol Monterrey     | México   | 2013 - 2014    |
| Clube Indepiendente Santa Fé | Colômbia | 2014- Presente |

## Títulos
Referência:[carece de fontes?]

### Campeonatos nacionais
| Título                | Clube                 | País     | Ano  |
| --------------------- | --------------------- | -------- | ---- |
| Torneo Finalización   | Independente Santa Fé | Colômbia | 2014 |
| Superliga de Colômbia | Independente Santa Fé | Colômbia | 2015 |

### Campeonatos internacionais
| Título             | Clube                 | Ano  |
| ------------------ | --------------------- | ---- |
| Copa Sul-Americana | Independente Santa Fé | 2015 |